# Operaballet
Wien Operabal er en årlig begivenhed, der spiller sig ud i Wiener Staatsoper torsdagen efter askeonsdag. Sammen med Nytårskoncerten er operaballet en af højdepunkterne i karnevalssæsonen i Wien. Påklædningsanvisninger påbyder kjole og hvidt for herrerne og lange aftenkjoler for damerne. Omkring 5000 mennesker deltager i festlighederne.
Hvert år bliver salen i Wiener Staatsoper ændret til en stor festsal. På aftenen for begivenheden bliver stolerækkerne fjernet, og et nyt gulv i højde med scenen bliver bygget.
Den østrigske forretningsmand Richard Lugner har fået kendte mennesker til at gæste ballet. Blandt dem kan Sophia Loren, Geri Halliwell, Carmen Electra, Pamela Anderson og, i 2007, Paris Hilton nævnes. Public service-kanalerne ORF og BR sender live fra ballet i flere timer hvert år.

## Historie
Operaballet blev holdt for første gang i 1936, men blev suspenderet under 2. verdenskrig. Efter krigen blev begivenheden genoptaget og har været holdt hvert år siden med undtagelse af 1991, hvor det blev aflyst grundet Golfkrigen. Siden 2001 har Elisabeth Gürtler været organisator for Operaballet. I 2005 blev et rygeforbud indført ved operaballet. Førerhunde til blinde blev for første gang tilladt i 2007.

## Relaterede emner
I de seneste år har en såkaldt "Opernballdemo", der er en demonstration holdt af venstreorienterede aktivister på Ringstraße mod den slags kapitalisme, der, som demonstranterne ser det, repræsenteres af de typiske gæster ved operaballet, været holdt på samme nat som begivenheden finder sted. Der har i denne forbindelse været visse optøjer.
I 1995 publicerede den østrigske forfatter Josef Haslinger en roman med titlen Opernball i hvilken tusinder af mennesker bliver dræbt i et nynazistisk terror-angreb, der finder sted under begivenheden. Romanen er baseret på filmen Opernball fra 1998 af Urs Egger.
Det eneste bal, der officielt er forbundet med Wien Operabal er Dubai Operabal. Et lignende bal udspiller sig i New York City, men det er ikke tilknyttet ballet i Wien. Også i Zagreb og Kuala Lumpur findes nu udgaver af Wien Operabal.